# 維尼格羅夫 (阿肯色州)
維尼格羅夫（英語：Vineyard Grove）是位於美國阿肯色州華盛頓縣的一個非建制地區。該地的面積和人口皆未知。

## 地理
維尼格羅夫的座標為36°00′30″N 94°19′49″W / 36.00833°N 94.33028°W，而該地的平均海拔高度為355米（即1165英尺）。